# Rubicon Valles
Le Rubicon Valles sono una struttura geologica della superficie di Marte.